# Геберих
Геберих (лат. Geberich) — король готов в 334—337 годах. Преемник Ариариха.

## Биография
Готское родовое предание помнит о Геберихе как о великом победителе вандалов. Его отцом был Хильдерит, дедом — Овида (который часто отождествляется историками с Книвой), а прадедом — Нидада. Иордан в своём труде «О происхождении и деяниях гетов» писал о Геберихе, что тот отличался доблестью и благородством и блеск своих деяний приравнял к славе своего рода.
Воспользовавшись заключённым в 332 году миром с Римской империей, вестготы предприняли карательную экспедицию против северных соседей — сарматов, из-за которых они недавно потерпели тяжёлое поражение. Часть «свободных сарматов» бежала, вероятно, в 334 году к вандалам-асдингам короля Визимара. После этого Геберих «в начале своего правления, стремясь расшириться в сторону земель племени вандалов» повёл готские отряды в долину реки Муреш, где проживали вандалы. На берегах этой реки вандалы были разбиты и их король Визимар пал вместе с большей частью своего народа. «Геберих же, выдающийся вождь готов, после одоления вандалов и захвата добычи вернулся в свои места, откуда вышел».
Оставшиеся в живых вандалы обратились за помощью к императору Константину, который перевёл весь народ на правый берег Дуная, в Паннонию.